# Европско првенство у рукомету 2014.
11. Европско првенство у рукомету 2014. је одржано од 15. до 26. јануара 2014. у Данској. Утакмице су се играле у четири дворане у четири града: Алборгу, Орхусу, Хернингу и Копенхагену.
Данска је организацију добила освојивши 24 гласа на ЕХФ конгресу одржаном у Копенхагену дана 25. септембра 2010. године, док је заједничка кандидатура Мађарске и Хрватске освојила је 22 гласа.

## Квалификоване екипе
Ово ће бити треће Европско првенство које ће користити нови квалификациони систем, према којем само домаћин и бранилац наслова имају директан пласман, а све остале репрезентације морају играти квалификације.
| Репрезентација | Квалиф. као                 | Датум квалификовања | Претходна учешћа на првенству1                                  |
| -------------- | --------------------------- | ------------------- | --------------------------------------------------------------- |
| Данска         | Домаћин и победник ЕП 2012. | 29. јануар 2012.    | 9 (1994, 1996, 2000, 2002, 2004, 2006, 2008, 2010, 2012)        |
| Француска      | Група 3 - први              | 6. април 2013.      | 10 (1994, 1996, 1998, 2000, 2002, 2004, 2006, 2008, 2010, 2012) |
| Шпанија        | Група 1 - први              | 7. април 2013.      | 10 (1994, 1996, 1998, 2000, 2002, 2004, 2006, 2008, 2010, 2012) |
| Исланд         | Група 6 - први              | 7. април 2013.      | 7 (2000, 2002, 2004, 2006, 2008, 2010, 2012)                    |
| Шведска        | Група 5 - први              | 12. јун 2013.       | 9 (1994, 1996, 1998, 2000, 2002, 2004, 2008, 2010, 2012)        |
| Мађарска       | Група 4 - други             | 12. јун 2013.       | 8 (1994, 1996, 1998, 2004, 2006, 2008, 2010, 2012)              |
| Норвешка       | Група 3 - други             | 12. јун 2013.       | 5 (2000, 2006, 2008, 2010, 2012)                                |
| Пољска         | Група 5 - други             | 12. јун 2013.       | 6 (2002, 2004, 2006, 2008, 2010, 2012)                          |
| Црна Гора      | Група 2 - други             | 12. јун 2013.       | 1 (2008)                                                        |
| Хрватска       | Група 4 - први              | 12. април 2013.     | 10 (1994, 1996, 1998, 2000, 2002, 2004, 2006, 2008, 2010, 2012) |
| Србија         | Група 7 - први              | 12. април 2013.     | 7 (19962, 19982, 20022, 20043, 20063, 2010, 2012)               |
| Чешка          | Група 2 - први              | 15. јун 2013.       | 7 (1996, 1998, 2002, 2004, 2008, 2010, 2012)                    |
| Белорусија     | Група 6 - други             | 16. јун 2013.       | 2 (1994, 1998)                                                  |
| Аустрија       | Група 7 - други             | 16. јун 2013.       | 1 (2010)                                                        |
| Русија         | Група 7 - најбољи трећи тим | 16. јун 2013.       | 10 (1994, 1996, 1998, 2000, 2002, 2004, 2008, 2010, 2012)       |
| Македонија     | Група 1 - други             | 16. јун 2013.       | 2 (1998, 2012)                                                  |

1 Подебљано означава првака на том првенству:2 као СР Југославија
3 као Србија и Црна Гора

## Жреб
Жреб за групну фазу обављен је 21. јуна 2013. у Хернингу, а састави шешира за жреб су објављени 18. јуна 2013.
| Шешир 1                                                                   | Шешир 2                                | Шешир 3                                       | Шешир 4                                    |
| ------------------------------------------------------------------------- | -------------------------------------- | --------------------------------------------- | ------------------------------------------ |
| - Данска (Аутоматски распоређена у групу А) - Србија - Хрватска - Шпанија | - Чешка - Исланд - Француска - Шведска | - Македонија - Белорусија - Мађарска - Пољска | - Норвешка - Аустрија - Црна Гора - Русија |

## Такмичење по групама
| Пласирали се у други круг |
| Испали                    |

### Група А (Хернинг)
| 12. јануар 2014. 18:00 | Чешка  | 20 : 30  | Аустрија | Јиск банк боксен Гледалаца: 13.000 Судије: Николић, Стојковић (СРБ) |
| 12. јануар 2014. 18:00 | Јиха 6 | (9 : 14) | Вебер 7  | Јиск банк боксен Гледалаца: 13.000 Судије: Николић, Стојковић (СРБ) |
| 12. јануар 2014. 18:00 | 2× 3×  | Извештај | 6× 2×    | Јиск банк боксен Гледалаца: 13.000 Судије: Николић, Стојковић (СРБ) |

| 12. јануар 2014. 20:30 | Данска      | 29 : 21  | Македонија | Јиск банк боксен Гледалаца: 14.000 Судије: Гејпел, Хелбиг (НЕМ) |
| 12. јануар 2014. 20:30 | Мортенсен 5 | (12 : 8) | Лазаров 7  | Јиск банк боксен Гледалаца: 14.000 Судије: Гејпел, Хелбиг (НЕМ) |
| 12. јануар 2014. 20:30 | 7× 3×       | Извештај | 3×         | Јиск банк боксен Гледалаца: 14.000 Судије: Гејпел, Хелбиг (НЕМ) |

| 14. јануар 2014. 18:15 | Македонија | 24 : 24   | Чешка   | Јиск банк боксен Гледалаца: 10.100 Судије: Штарк, Стефан (РУМ) |
| 14. јануар 2014. 18:15 | Лазаров 12 | (10 : 11) | Хорак 8 | Јиск банк боксен Гледалаца: 10.100 Судије: Штарк, Стефан (РУМ) |
| 14. јануар 2014. 18:15 | 3×         | Извештај  | 4× 3×   | Јиск банк боксен Гледалаца: 10.100 Судије: Штарк, Стефан (РУМ) |

| 14. јануар 2014. 20:30 | Аустрија | 29 : 33   | Данска   | Јиск банк боксен Гледалаца: 14.000 Судије: Гуско, Репкин (БЛР) |
| 14. јануар 2014. 20:30 | Херман 5 | (12 : 18) | Хансен 9 | Јиск банк боксен Гледалаца: 14.000 Судије: Гуско, Репкин (БЛР) |
| 14. јануар 2014. 20:30 | 3×       | Извештај  | 4× 3×    | Јиск банк боксен Гледалаца: 14.000 Судије: Гуско, Репкин (БЛР) |

| 16. јануар 2014. 18:15 | Македонија | 22 : 21   | Аустрија     | Јиск банк боксе Гледалаца: 12.000 Судије: Денц, Ребел (ФРА) |
| 16. јануар 2014. 18:15 | Лазаров 8  | (12 : 10) | Вилчински 11 | Јиск банк боксе Гледалаца: 12.000 Судије: Денц, Ребел (ФРА) |
| 16. јануар 2014. 18:15 | 5× 3×      | Извештај  | 6× 4×        | Јиск банк боксе Гледалаца: 12.000 Судије: Денц, Ребел (ФРА) |

| 16. јануар 2014. 20:30 | Данска     | 33:29    | Чешка   | Јиск банк боксен Гледалаца: 14.000 Судије: Губица, Милошевић (ХРВ) |
| 16. јануар 2014. 20:30 | Линдберг 6 | (21:16)  | Јиха 11 | Јиск банк боксен Гледалаца: 14.000 Судије: Губица, Милошевић (ХРВ) |
| 16. јануар 2014. 20:30 | 2× 3×      | Извештај | 4× 3×   | Јиск банк боксен Гледалаца: 14.000 Судије: Губица, Милошевић (ХРВ) |

| Репрезентација | ИГ | П | Н | И | ГД | ГП | ГР  | Б |
| -------------- | -- | - | - | - | -- | -- | --- | - |
| Данска         | 3  | 3 | 0 | 0 | 95 | 79 | +16 | 6 |
| Македонија     | 3  | 1 | 1 | 1 | 67 | 74 | -4  | 3 |
| Аустрија       | 3  | 1 | 0 | 2 | 80 | 75 | +5  | 2 |
| Чешка          | 3  | 0 | 1 | 2 | 73 | 87 | -14 | 1 |

### Група Б (Алборг)
| 12. јануар 2014. 16:00 | Исланд      | 31 : 26   | Норвешка  | Гигантиум Гледалаца: 4.000 Судије: Губица, Милошевић (ХРВ) |
| 12. јануар 2014. 16:00 | Сигурдсон 9 | (16 : 10) | Кјелинг 7 | Гигантиум Гледалаца: 4.000 Судије: Губица, Милошевић (ХРВ) |
| 12. јануар 2014. 16:00 | 5× 3× 1×    | Извештај  | 5× 2×     | Гигантиум Гледалаца: 4.000 Судије: Губица, Милошевић (ХРВ) |

| 12. јануар 2014. 18:15 | Шпанија        | 34 : 27   | Мађарска  | Гигантиум Гледалаца: 4.000 Судије: Крстић, Љубич (СЛО) |
| 12. јануар 2014. 18:15 | Рокас, Томас 5 | (17 : 10) | Иванчик 8 | Гигантиум Гледалаца: 4.000 Судије: Крстић, Љубич (СЛО) |
| 12. јануар 2014. 18:15 | 3×             | Извештај  | 7× 3×     | Гигантиум Гледалаца: 4.000 Судије: Крстић, Љубич (СЛО) |

| 14. јануар 2014. 18:00 | Мађарска | 27 : 27   | Исланд      | Гигантиум Гледалаца: 3.200 Судије: Николић, Стојковић (СРБ) |
| 14. јануар 2014. 18:00 | Анцсин 7 | (16 : 15) | Палмарсон 8 | Гигантиум Гледалаца: 3.200 Судије: Николић, Стојковић (СРБ) |
| 14. јануар 2014. 18:00 | 8× 4× 1× | Извештај  | 4× 3×       | Гигантиум Гледалаца: 3.200 Судије: Николић, Стојковић (СРБ) |

| 14. јануар 2014. 20:15 | Норвешка | 25 : 27  | Шпанија | Гигантиум Гледалаца: 3.200 Судије: Денц, Ребел (ФРА) |
| 14. јануар 2014. 20:15 | Мирхол 7 | (8 : 12) | Томас 8 | Гигантиум Гледалаца: 3.200 Судије: Денц, Ребел (ФРА) |
| 14. јануар 2014. 20:15 | 6× 4×    | Извештај | 4× 3×   | Гигантиум Гледалаца: 3.200 Судије: Денц, Ребел (ФРА) |

| 16. јануар 2014. 18:00 | Шпанија   | 33:28     | Исланд      | Гигантиум Гледалаца: 2 923 Судије: Гоуско, Репкин (БЕЛ) |
| 16. јануар 2014. 18:00 | Канелас 8 | (16:15)   | Палмарсон 8 | Гигантиум Гледалаца: 2 923 Судије: Гоуско, Репкин (БЕЛ) |
| 16. јануар 2014. 18:00 | 1× 3×     | Извјештај | 4×          | Гигантиум Гледалаца: 2 923 Судије: Гоуско, Репкин (БЕЛ) |

| 16. јануар 2014. 20:15 | Мађарска | 26:26     | Норвешка  | Гигантиум Гледалаца: 2 923 Судије: Стојаровс, Лицис (ЛЕТ) |
| 16. јануар 2014. 20:15 | Лекаи 7  | (16:13)   | Тведтен 7 | Гигантиум Гледалаца: 2 923 Судије: Стојаровс, Лицис (ЛЕТ) |
| 16. јануар 2014. 20:15 | 4× 3×    | Извјештај | 1× 3×     | Гигантиум Гледалаца: 2 923 Судије: Стојаровс, Лицис (ЛЕТ) |

| Репрезентација | ИГ | П | Н | И | ГД | ГП | ГР  | Б |
| -------------- | -- | - | - | - | -- | -- | --- | - |
| Шпанија        | 3  | 3 | 0 | 0 | 94 | 80 | +14 | 6 |
| Исланд         | 3  | 1 | 1 | 1 | 86 | 86 | +5  | 3 |
| Мађарска       | 3  | 0 | 2 | 1 | 80 | 87 | -7  | 2 |
| Норвешка       | 3  | 0 | 1 | 2 | 77 | 84 | -7  | 1 |

### Група Ц (Орхус)
| 13. јануар 2014. 18:00 | Србија                      | 20 : 19  | Пољска      | НРГи арена Гледалаца: 2.000 Судије: Јединг, Хансен (ДАН) |
| 13. јануар 2014. 18:00 | Вујин,Стојковић,Зеленовић 3 | (13 : 9) | Јуркјевич 5 | НРГи арена Гледалаца: 2.000 Судије: Јединг, Хансен (ДАН) |
| 13. јануар 2014. 18:00 | 8× 3×                       | Извештај | 3× 4×       | НРГи арена Гледалаца: 2.000 Судије: Јединг, Хансен (ДАН) |

| 13. јануар 2014. 20:15 | Француска | 35 : 28   | Русија    | НРГи арена Гледалаца: 2.350 Судије: Хорачек, Новотни (ЧЕШ) |
| 13. јануар 2014. 20:15 | Ниока 9   | (19 : 16) | Коваљев 6 | НРГи арена Гледалаца: 2.350 Судије: Хорачек, Новотни (ЧЕШ) |
| 13. јануар 2014. 20:15 | 3×        | Извештај  | 4× 3×     | НРГи арена Гледалаца: 2.350 Судије: Хорачек, Новотни (ЧЕШ) |

| 15. јануар 2014. 18:00 | Русија      | 27 : 25   | Србија  | НРГи арена Гледалаца: 3.200 Судије: Ралуј, Сабросо (ШПА) |
| 15. јануар 2014. 18:00 | Евдокимов 5 | (14 : 14) | Вујин 6 | НРГи арена Гледалаца: 3.200 Судије: Ралуј, Сабросо (ШПА) |
| 15. јануар 2014. 18:00 | 5× 3×       | Извештај  | 6× 3×   | НРГи арена Гледалаца: 3.200 Судије: Ралуј, Сабросо (ШПА) |

| 15. јануар 2014. 20:15 | Пољска  | 27 : 28   | Француска   | НРГи арена Гледалаца: 2.785 Судије: Крстић, Љубич (СЛО) |
| 15. јануар 2014. 20:15 | Лучак 5 | (14 : 15) | Карабатић 8 | НРГи арена Гледалаца: 2.785 Судије: Крстић, Љубич (СЛО) |
| 15. јануар 2014. 20:15 | 6× 4×   | Извештај  | 6× 3×       | НРГи арена Гледалаца: 2.785 Судије: Крстић, Љубич (СЛО) |

| 17. јануар 2014. 18:00 | Пољска           | 24:22     | Русија  | НРГи арена Гледалаца: 4 860 Судије: Начевски,Николов (МКД) |
| 17. јануар 2014. 18:00 | Лијевски,Лучак 4 | (10:14)   | Атман 6 | НРГи арена Гледалаца: 4 860 Судије: Начевски,Николов (МКД) |
| 17. јануар 2014. 18:00 | 4× 2×            | Извјештај | 4× 2×   | НРГи арена Гледалаца: 4 860 Судије: Начевски,Николов (МКД) |

| 17. јануар 2014. 20:15 | Србија                     | 28:31    | Француска | НРГи арена Гледалаца: 4 562 Судије: Гејпел, Хелбиг (НEM) |
| 17. јануар 2014. 20:15 | Никчевић,Рнић,П. Ненадић 5 | (12:17)  | Жоли 10   | НРГи арена Гледалаца: 4 562 Судије: Гејпел, Хелбиг (НEM) |
| 17. јануар 2014. 20:15 | 3×                         | Извештај | 3× 2×     | НРГи арена Гледалаца: 4 562 Судије: Гејпел, Хелбиг (НEM) |

| Репрезентација | ИГ | П | Н | И | ГД | ГП | ГР  | Б |
| -------------- | -- | - | - | - | -- | -- | --- | - |
| Француска      | 3  | 3 | 0 | 0 | 94 | 83 | +11 | 6 |
| Пољска         | 3  | 1 | 0 | 2 | 70 | 70 | 0   | 2 |
| Русија         | 3  | 1 | 0 | 2 | 77 | 84 | -7  | 2 |
| Србија         | 3  | 1 | 0 | 2 | 73 | 77 | -4  | 2 |

### Група Д (Копенхаген)
| 13. јануар 2014. 18:00 | Хрватска        | 33 : 22   | Белорусија | Брондби хол Гледалаца: 2.400 Судије: Старк, Стефан (РУМ) |
| 13. јануар 2014. 18:00 | Чупић, Хорват 6 | (16 : 11) | Пукхуски 6 | Брондби хол Гледалаца: 2.400 Судије: Старк, Стефан (РУМ) |
| 13. јануар 2014. 18:00 | 6× 3×           | Извештај  | 5× 2×      | Брондби хол Гледалаца: 2.400 Судије: Старк, Стефан (РУМ) |

| 13. јануар 2014. 20:15 | Шведска        | 28 : 21   | Црна Гора   | Брондби хол Гледалаца: 2.697 Судије: Стојаровс, Лицис (ЛЕТ) |
| 13. јануар 2014. 20:15 | Егдал ду Риц 7 | (18 : 13) | Шеваљевић 5 | Брондби хол Гледалаца: 2.697 Судије: Стојаровс, Лицис (ЛЕТ) |
| 13. јануар 2014. 20:15 | 5× 3×          | Извештај  | 4× 3×       | Брондби хол Гледалаца: 2.697 Судије: Стојаровс, Лицис (ЛЕТ) |

| 15. јануар 2014. 18:00 | Црна Гора   | 22 : 27   | Хрватска | Брондби хол Гледалаца: 2.655 Судије: Хорачек, Новотни (ЧЕШ) |
| 15. јануар 2014. 18:00 | Шеваљевић 9 | (12 : 13) | Чупић 6  | Брондби хол Гледалаца: 2.655 Судије: Хорачек, Новотни (ЧЕШ) |
| 15. јануар 2014. 18:00 | 2× 3×       | Извештај  | 4× 3×    | Брондби хол Гледалаца: 2.655 Судије: Хорачек, Новотни (ЧЕШ) |

| 15. јануар 2014. 20:15 | Белорусија | 22 : 30   | Шведска    | Брондби хол Гледалаца: 3.100 Судије: Начевски, Николов (МАК) |
| 15. јануар 2014. 20:15 | Рутенка 13 | (10 : 13) | Петерсен 8 | Брондби хол Гледалаца: 3.100 Судије: Начевски, Николов (МАК) |
| 15. јануар 2014. 20:15 | 4× 3×      | Извештај  | 4× 3×      | Брондби хол Гледалаца: 3.100 Судије: Начевски, Николов (МАК) |

| 17. јануар 2014. 18:00 | Хрватска         | 25:24    | Шведска   | Брондби хол Гледалаца: 4 785 Судије: Ралуј, Сабросо (ШПА) |
| 17. јануар 2014. 18:00 | Дувњак, Бунтић 6 | (10:9)   | Карлсон 5 | Брондби хол Гледалаца: 4 785 Судије: Ралуј, Сабросо (ШПА) |
| 17. јануар 2014. 18:00 | 4×               | Извештај | 4× 3× 1×  | Брондби хол Гледалаца: 4 785 Судије: Ралуј, Сабросо (ШПА) |

| 17. јануар 2014. 20:15 | Белорусија | 29:23    | Црна Гора | Брондби хол Гледалаца: 3 400 Судије: Гјединг, Хансен (ДАН) |
| 17. јануар 2014. 20:15 | Рутенка 8  | (13:13)  | Симовић 8 | Брондби хол Гледалаца: 3 400 Судије: Гјединг, Хансен (ДАН) |
| 17. јануар 2014. 20:15 | 4×         | Извештај | 4× 3×     | Брондби хол Гледалаца: 3 400 Судије: Гјединг, Хансен (ДАН) |

| Репрезентација | ИГ | П | Н | И | ГД | ГП | ГР  | Б |
| -------------- | -- | - | - | - | -- | -- | --- | - |
| Хрватска       | 3  | 3 | 0 | 0 | 85 | 68 | +17 | 6 |
| Шведска        | 3  | 2 | 0 | 1 | 82 | 68 | +14 | 4 |
| Белорусија     | 3  | 1 | 0 | 2 | 73 | 86 | -13 | 2 |
| Црна Гора      | 3  | 0 | 0 | 3 | 66 | 84 | -18 | 0 |

## Други круг
| Пласирали се у полуфинале |
| Игра за 5. место          |
| Испали                    |

### Група I
| 18. јануар 2014. 16:00 | Македонија            | 25:31    | Мађарска  | Јиск банк боксе Гледалаца: 8 100 Судије: Гоуско,Репкин (БЕЛ) |
| 18. јануар 2014. 16:00 | Манасков,Пецаковски 5 | (9:16)   | Цсасзар 7 | Јиск банк боксе Гледалаца: 8 100 Судије: Гоуско,Репкин (БЕЛ) |
| 18. јануар 2014. 16:00 | 5× 3×                 | Извештај | 5× 3×     | Јиск банк боксе Гледалаца: 8 100 Судије: Гоуско,Репкин (БЕЛ) |

| 18. јануар 2014. 18:15 | Аустрија     | 27:33    | Исланд      | Јиск банк боксе Гледалаца: 10.000 Судије: Старк,Стефан (РУМ) |
| 18. јануар 2014. 18:15 | Вилцзински 6 | (9:17)   | Сигурдсон 7 | Јиск банк боксе Гледалаца: 10.000 Судије: Старк,Стефан (РУМ) |
| 18. јануар 2014. 18:15 | 4× 3×        | Извештај | 3×          | Јиск банк боксе Гледалаца: 10.000 Судије: Старк,Стефан (РУМ) |

| 18. јануар 2014. 20:30 | Данска   | 31:28    | Шпанија  | Јиск банк боксе Гледалаца: 14 000 Судије: Николић,Стојковић (СРБ) |
| 18. јануар 2014. 20:30 | Хансен 6 | (16:14)  | Гарциа 5 | Јиск банк боксе Гледалаца: 14 000 Судије: Николић,Стојковић (СРБ) |
| 18. јануар 2014. 20:30 | 4×       | Извештај | 2× 3×    | Јиск банк боксе Гледалаца: 14 000 Судије: Николић,Стојковић (СРБ) |

| 20. јануар 2014. 16:00 | Македонија | 27:29     | Исланд                 | Јиск банк боксе Гледалаца: 5 000 Судије: Хорачек,Новотни (ЧЕШ) |
| 20. јануар 2014. 16:00 | Лазаров 7  | (11:14)   | Сигурдсон,Халгримсон 6 | Јиск банк боксе Гледалаца: 5 000 Судије: Хорачек,Новотни (ЧЕШ) |
| 20. јануар 2014. 16:00 | 5× 3×      | Извјештај | 4×                     | Јиск банк боксе Гледалаца: 5 000 Судије: Хорачек,Новотни (ЧЕШ) |

| 20. јануар 2014. 18:15 | Аустрија | 27:28     | Шпанија      | Јиск банк боксе Гледалаца: 11 000 Судије: Гоуско,Репкин (БЕЛ) |
| 20. јануар 2014. 18:15 | Шмид 6   | (12:14)   | Агинагалде 8 | Јиск банк боксе Гледалаца: 11 000 Судије: Гоуско,Репкин (БЕЛ) |
| 20. јануар 2014. 18:15 | 4×       | Извјештај | 3× 2×        | Јиск банк боксе Гледалаца: 11 000 Судије: Гоуско,Репкин (БЕЛ) |

| 20. јануар 2014. 20:30 | Данска            | 28:24     | Мађарска  | Јиск банк боксе Гледалаца: 14 000 Судије: Крстић,Љубич (СЛО) |
| 20. јануар 2014. 20:30 | Хансен,Могенсен 5 | (14:11)   | Иванчик 6 | Јиск банк боксе Гледалаца: 14 000 Судије: Крстић,Љубич (СЛО) |
| 20. јануар 2014. 20:30 | 3×                | Извјештај | 2× 4× 1×  | Јиск банк боксе Гледалаца: 14 000 Судије: Крстић,Љубич (СЛО) |

| 22. јануар 2014. 16:00 | Македонија  | 22:33     | Шпанија   | Јиск банк боксе Гледалаца: 4 500 Судије: Стојаровс,Лицис (ЛЕТ) |
| 22. јануар 2014. 16:00 | Миркуловски | (12:15)   | Канелас 6 | Јиск банк боксе Гледалаца: 4 500 Судије: Стојаровс,Лицис (ЛЕТ) |
| 22. јануар 2014. 16:00 | 5× 3×       | Извјештај | 2×        | Јиск банк боксе Гледалаца: 4 500 Судије: Стојаровс,Лицис (ЛЕТ) |

| 22. јануар 2014. 18:15 | Аустрија        | 25:24     | Мађарска  | Јиск банк боксе Гледалаца: 11 000 Судије: Губица,Милошевић (ХРВ) |
| 22. јануар 2014. 18:15 | Шилаги,Сантос 6 | (9:13)    | Иванчик 5 | Јиск банк боксе Гледалаца: 11 000 Судије: Губица,Милошевић (ХРВ) |
| 22. јануар 2014. 18:15 | 6× 3×           | Извјештај | 4× 3×     | Јиск банк боксе Гледалаца: 11 000 Судије: Губица,Милошевић (ХРВ) |

| 22. јануар 2014. 20:30 | Данска   | 32:23     | Исланд       | Јиск банк боксе Гледалаца: 14 000 Судије: Денц,Ребел (ФРА) |
| 22. јануар 2014. 20:30 | Ларсен 8 | (17:13)   | Сигурдсон 10 | Јиск банк боксе Гледалаца: 14 000 Судије: Денц,Ребел (ФРА) |
| 22. јануар 2014. 20:30 | 1× 4×    | Извјештај | 2× 4×        | Јиск банк боксе Гледалаца: 14 000 Судије: Денц,Ребел (ФРА) |

| Репрезентација | ИГ | П | Н | И | ГД  | ГП  | ГР  | Б  |
| -------------- | -- | - | - | - | --- | --- | --- | -- |
| Данска         | 5  | 2 | 0 | 0 | 153 | 125 | +28 | 10 |
| Шпанија        | 5  | 4 | 0 | 1 | 156 | 135 | +21 | 8  |
| Исланд         | 5  | 2 | 1 | 2 | 140 | 146 | +3  | 5  |
| Мађарска       | 5  | 1 | 1 | 3 | 133 | 139 | -6  | 3  |
| Македонија     | 5  | 1 | 0 | 4 | 117 | 143 | -26 | 2  |
| Аустрија       | 5  | 1 | 0 | 4 | 129 | 140 | -11 | 2  |

### Група II
| 19. јануар 2014. 15:45 | Пољска      | 31:30     | Белорусија | НРГи арена Гледалаца: 2 680 Судије: Крстић,Љубич (СЛО) |
| 19. јануар 2014. 15:45 | Јуркјевич 8 | (14:13)   | Рутенка 9  | НРГи арена Гледалаца: 2 680 Судије: Крстић,Љубич (СЛО) |
| 19. јануар 2014. 15:45 | 5× 4×       | Извјештај | 7× 3×      | НРГи арена Гледалаца: 2 680 Судије: Крстић,Љубич (СЛО) |

| 19. јануар 2014. 18:00 | Русија      | 27:29     | Шведска    | НРГи арена Гледалаца: 3 070 Судије: Стојаровс,Лицис (ЛЕТ) |
| 19. јануар 2014. 18:00 | Игропуло 11 | (13:20)   | Јакобсон 7 | НРГи арена Гледалаца: 3 070 Судије: Стојаровс,Лицис (ЛЕТ) |
| 19. јануар 2014. 18:00 | 2× 3×       | Извјештај | 6× 4× 1×   | НРГи арена Гледалаца: 3 070 Судије: Стојаровс,Лицис (ЛЕТ) |

| 19. јануар 2014. 20:15 | Француска        | 27:25     | Хрватска | НРГи арена Гледалаца: 3 400 Судије: Гјединг,Хансен (ДАН) |
| 19. јануар 2014. 20:15 | Карабатић,Гигу 7 | (18:17)   | Копљар 7 | НРГи арена Гледалаца: 3 400 Судије: Гјединг,Хансен (ДАН) |
| 19. јануар 2014. 20:15 | 2×               | Извјештај | 5× 4×    | НРГи арена Гледалаца: 3 400 Судије: Гјединг,Хансен (ДАН) |

| 21. јануар 2014. 15:45 | Русија     | 25:33     | Хрватска | НРГи арена Гледалаца: 2 000 Судије: Старк,Стефан (РУМ) |
| 21. јануар 2014. 15:45 | Полиаков 5 | (11:16)   | Хорват 7 | НРГи арена Гледалаца: 2 000 Судије: Старк,Стефан (РУМ) |
| 21. јануар 2014. 15:45 | 2× 3×      | Извјештај | 1× 2×    | НРГи арена Гледалаца: 2 000 Судије: Старк,Стефан (РУМ) |

| 21. јануар 2014. 18:00 | Француска  | 39:30     | Белорусија          | НРГи арена Гледалаца: 2 100 Судије: Николић,Стојковић (СРБ) |
| 21. јануар 2014. 18:00 | Хонрубиа 9 | (20:16)   | Броука,Никуленкау 6 | НРГи арена Гледалаца: 2 100 Судије: Николић,Стојковић (СРБ) |
| 21. јануар 2014. 18:00 | 1× 3×      | Извјештај | 3×                  | НРГи арена Гледалаца: 2 100 Судије: Николић,Стојковић (СРБ) |

| 21. јануар 2014. 20:15 | Пољска     | 35:25     | Шведска        | НРГи арена Гледалаца: 3 000 Судије: Ралуј,Сабросо (ШПА) |
| 21. јануар 2014. 20:15 | Лијевски 6 | (15:12)   | Егдал ду Риц 6 | НРГи арена Гледалаца: 3 000 Судије: Ралуј,Сабросо (ШПА) |
| 21. јануар 2014. 20:15 | 3× 2×      | Извјештај | 1× 3×          | НРГи арена Гледалаца: 3 000 Судије: Ралуј,Сабросо (ШПА) |

| 22. јануар 2014. 15:45 | Русија     | 39:33     | Белорусија | НРГи арена Гледалаца: 700 Судије: Начевски,Николов (МКД) |
| 22. јануар 2014. 15:45 | Коваљев 12 | (23:17)   | Броука     | НРГи арена Гледалаца: 700 Судије: Начевски,Николов (МКД) |
| 22. јануар 2014. 15:45 | 6× 4×      | Извјештај | 4× 3×      | НРГи арена Гледалаца: 700 Судије: Начевски,Николов (МКД) |

| 22. јануар 2014. 18:00 | Француска | 28:30     | Шведска            | НРГи арена Гледалаца: 3 000 Судије: Гејпел,Хелбиг (НЕМ) |
| 22. јануар 2014. 18:00 | Жоли 4    | (16:14)   | Јакобсон,Карлсон 6 | НРГи арена Гледалаца: 3 000 Судије: Гејпел,Хелбиг (НЕМ) |
| 22. јануар 2014. 18:00 | 1× 3×     | Извјештај | 5× 3×              | НРГи арена Гледалаца: 3 000 Судије: Гејпел,Хелбиг (НЕМ) |

| 22. јануар 2014. 20:15 | Пољска    | 28:31     | Хрватска               | НРГи арена Гледалаца: 3 700 Судије: Хорачек,Новотни (ЧЕШ) |
| 22. јануар 2014. 20:15 | Јурецки 6 | (15:14)   | Хорват,Дувњак,Штрлек 6 | НРГи арена Гледалаца: 3 700 Судије: Хорачек,Новотни (ЧЕШ) |
| 22. јануар 2014. 20:15 | 2× 4×     | Извјештај | 6× 3×                  | НРГи арена Гледалаца: 3 700 Судије: Хорачек,Новотни (ЧЕШ) |

| Репрезентација | ИГ | П | Н | И | ГД  | ГП  | ГР  | Б |
| -------------- | -- | - | - | - | --- | --- | --- | - |
| Француска      | 5  | 4 | 0 | 1 | 157 | 140 | +17 | 8 |
| Хрватска       | 5  | 4 | 0 | 1 | 147 | 126 | +21 | 8 |
| Пољска         | 5  | 3 | 0 | 2 | 145 | 136 | +12 | 6 |
| Шведска        | 5  | 3 | 0 | 2 | 138 | 137 | -1  | 6 |
| Русија         | 5  | 1 | 0 | 4 | 104 | 154 | -13 | 2 |
| Белорусија     | 5  | 0 | 0 | 5 | 102 | 172 | -35 | 0 |

## Завршница
|  | Полуфинале | Полуфинале |             |    | Финале | Финале |
|  |            |            |             |    |        |        |
|  | 24. јануар |            |             |    |        |        |
|  |            |            |             |    |        |        |
|  | Француска  | 30         |             |    |        |        |
|  | Француска  | 30         | 26. јануар  |    |        |        |
|  | Шпанија    | 27         |             |    |        |        |
|  | Шпанија    | 27         | Данска      | 32 |        |        |
|  | 24. јануар |            | Данска      | 32 |        |        |
|  |            | Француска  | 41          |    |        |        |
|  | Данска     | Француска  | 41          | 29 |        |        |
|  | Данска     |            |             | 29 |        |        |
|  | Хрватска   | 27         |             |    |        |        |
|  | Хрватска   | 27         | За 3. место |    |        |        |
|  |            |            |             |    |        |        |
|  | 26. јануар |            |             |    |        |        |
|  |            |            |             |    |        |        |
|  | Хрватска   | 28         |             |    |        |        |
|  | Хрватска   | 28         |             |    |        |        |
|  | Шпанија    | 29         |             |    |        |        |

### За 5. место
| 24. јануар 2014 16:00 | Исланд      | 28:27     | Пољска     | Јиск банк боксе Гледалаца: 9 000 Судије: Начевски,Николов (МКД) |
| 24. јануар 2014 16:00 | Гудјонсон 8 | (13:16)   | Кучински 5 | Јиск банк боксе Гледалаца: 9 000 Судије: Начевски,Николов (МКД) |
| 24. јануар 2014 16:00 | 3×          | Извјештај | 3×         | Јиск банк боксе Гледалаца: 9 000 Судије: Начевски,Николов (МКД) |

### Полуфинале
| 24. јануар 2014 18:30 | Француска | 30:27     | Шпанија    | Јиск банк боксе Гледалаца: 14 000 Судије: Крстић,Љубич (СЛО) |
| 24. јануар 2014 18:30 | Абало 8   | (12:14)   | Канелас 10 | Јиск банк боксе Гледалаца: 14 000 Судије: Крстић,Љубич (СЛО) |
| 24. јануар 2014 18:30 | 7× 4× 1×  | Извјештај | 4×         | Јиск банк боксе Гледалаца: 14 000 Судије: Крстић,Љубич (СЛО) |

| 24. јануар 2014 21:00 | Данска  | 29:27     | Хрватска        | Јиск банк боксе Гледалаца: 14 000 Судије: Гејпел,Хелбиг (НЕМ) |
| 24. јануар 2014 21:00 | Егерт 8 | (13:15)   | Копљар,Хорват 6 | Јиск банк боксе Гледалаца: 14 000 Судије: Гејпел,Хелбиг (НЕМ) |
| 24. јануар 2014 21:00 | 6× 4×   | Извјештај | 6× 4×           | Јиск банк боксе Гледалаца: 14 000 Судије: Гејпел,Хелбиг (НЕМ) |

### За 3. место
| 26. јануар 2014 15:00 | Хрватска | 28:29     | Шпанија   | Јиск банк боксе Гледалаца: 14 000 Судије: Старк,Стефан (РУМ) |
| 26. јануар 2014 15:00 | Дувњак 8 | (13:16)   | Канелас 8 | Јиск банк боксе Гледалаца: 14 000 Судије: Старк,Стефан (РУМ) |
| 26. јануар 2014 15:00 | 3×       | Извјештај | 3×        | Јиск банк боксе Гледалаца: 14 000 Судије: Старк,Стефан (РУМ) |

### Финале
| 26. јануар 2014 17:30 | Данска   | 32:41     | Француска | Јиск банк боксе Гледалаца: 14 000 Судије: Ралуј,Сабросо (ШПА) |
| 26. јануар 2014 17:30 | Хансен 8 | (16:23)   | Гигу 10   | Јиск банк боксе Гледалаца: 14 000 Судије: Ралуј,Сабросо (ШПА) |
| 26. јануар 2014 17:30 | 3×       | Извјештај | 3×        | Јиск банк боксе Гледалаца: 14 000 Судије: Ралуј,Сабросо (ШПА) |

| 2° место Данска | Победник 11. Европског првенства у рукомету Француска 3° титула | 3° место Шпанија |

## Коначан пласман
| #   | Репрезентација | Квалификација за СП |
| --- | -------------- | ------------------- |
|     | Француска      | СП                  |
|     | Данска         | СП                  |
|     | Шпанија        | СП                  |
| 4.  | Хрватска       | СП                  |
| 5.  | Исланд         |                     |
| 6.  | Пољска         |                     |
| 7.  | Шведска        |                     |
| 8.  | Мађарска       |                     |
| 9.  | Аустрија       |                     |
| 10. | Русија         |                     |
| 11. | Македонија     |                     |
| 12. | Белорусија     |                     |
| 13. | Србија         |                     |
| 14. | Норвешка       |                     |
| 15. | Чешка          |                     |
| 16. | Црна Гора      |                     |

| СП | Екипе које су се директно квалификовале преко Европског првенства у Данској на СП 2015. Катар |
| СП | Репрезентације које су већ обезбједиле наступ на СП 2015. Катар.                              |

## Екипа првенства:
- голман:  Никлас Ландин
- лево крило:  Гудјон Валур Сигурдсон
- леви бек:  Микел Хансен
- средњи бек:  Домагој Дувњак
- десни бек:  Кристоф Лијевски
- десно крило:  Лик Абало
- пивот:  Јулен Агинагалде

Најкориснији играч (МПВ):  Никола Карабатић

Најбољи одбрамбени играч:  Тобијас Карлсон

Најбољи голман:  Никлас Ландин

## Листа стрјелаца
| Бр. | Рукометаш              | Голова | Удараца | %  | ОИ |
| --- | ---------------------- | ------ | ------- | -- | -- |
| 1   | Јоан Канелас           | 50     | 64      | 78 | 8  |
| 2   | Гудјон Валур Сигурдсон | 44     | 60      | 73 | 7  |
| 3   | Микел Хансен           | 39     | 60      | 65 | 8  |
| 4   | Кирил Лазаров          | 34     | 62      | 55 | 6  |
| 5   | Домагој Дувњак         | 36     | 64      | 56 | 8  |
| 5   | Микаел Гигу            | 36     | 48      | 75 | 8  |
| 7   | Сергеј Рутенка         | 34     | 62      | 55 | 6  |
| 8   | Златко Хорват          | 33     | 45      | 73 | 8  |
| 9   | Никола Карабатић       | 32     | 51      | 63 | 8  |
| 10  | Лик Абало              | 31     | 43      | 72 | 8  |
| 10  | Кристоф Лијевски       | 31     | 54      | 57 | 7  |
| 10  | Виктор Томас           | 31     | 45      | 69 | 8  |

Извор: ЕХФ
 
|}